# Cuantificación plural
En lógica matemática, cuantificación plural es la teoría que establece que una variable individual x puede representar tanto valores plurales, como singulares. En ella no solo es posible reemplazar el valor de x por objetos individuales como Alicia, el número 1, el edificio más alto de Buenos Aires etc., sino que también es reemplazar juntos Alicia y Pedro, o todos los números del 0 al 10, o todos los edificios de Buenos Aires con más de 40 metros de altura.
La teoría se centra en otorgarle a la lógica de primer orden el poder que posee la teoría de conjuntos, aunque sin ningún "compromiso existencial" con objetos tales como conjuntos. 